# Учебное отделение восточных языков при Азиатском департаменте Министерства иностранных дел
Учебное отделение восточных языков при Азиатском департаменте Министерства иностранных дел (1823—1917) — высшее учебное заведение Российской империи имевшее целью образование драгоманов для российских миссий и консульств на Востоке.

## История
29 мая 1823 года российский император Александр I своим указом создал при Азиатском департаменте Учебное отделение восточных языков. Через две недели, 15 июня 1823 года относительно этого учреждения Коллегией иностранных дел было вынесено соответствующее определение. Согласно ему это учебное заведение должно было вести подготовку молодых специалистов для дальнейшей дипломатической работы из числа выпускников восточных факультетов российских вузов. Курс обучения ставил своей целью снабдить будущих дипломатов практическими навыками в дополнение к теоретической базе, которая закладывалась в университетах. Указом от 29 мая 1823 года на двухгодичное обучение было направлено шесть студентов, а на нужды отделения ежегодно закладывалась сумма в 20 тысяч рублей. Из них 3 тысячи рублей выделялись на жалованье профессуре, 1 тысяча рублей — на стипендии студентам, 7 тысяч — на аренду и содержание помещений, и 1 тысяча — на покупку книг и рукописей.
Учебное отделение расположилось неподалеку от Министерства иностранных дел в Санкт-Петербурге (Большая Морская, дом 20).
Первыми преподавателями отделения стали Ф. Б. Шармуа и Ж. Ф. Деманж.
В Учебное Отделение по итогам вступительных испытаний принимались «молодые люди, окончившие курс университета (в более поздней версии требований – по крайней мере курс наук в гимназии или равном гимназии заведении), православного исповедания и русского подданства и происхождения».
В 1883 году при Учебном отделении восточных языков были созданы трехлетние Офицерские курсы восточных языков, являвшиеся учебным подразделением Царской армии (просуществовали до 1910 года).

### Руководители учебного отделения
Учебным отделением заведовали востоковеды: А. А. Фонтон (1823), Г. М. Влангали (1823—1825), Ф. П. Аделунг (1825—1843), П. И. Демезон (1843—1872), М. А. Гамазов (1872—1893), И. А. Иванов (1894—1905), В. А. Жуковский (1905—1918).